# Liste von Persönlichkeiten der Stadt Tampa
Die Liste von Persönlichkeiten der Stadt Tampa enthält Personen, die in Tampa im US-Bundesstaat Florida geboren wurden, sowie solche, die in Tampa ihren Wirkungskreis hatten, ohne hier geboren zu sein. Beide Abschnitte sind jeweils chronologisch nach dem Geburtsjahr sortiert. Die Liste erhebt keinen Anspruch auf Vollständigkeit.

## In Tampa geborene Persönlichkeiten

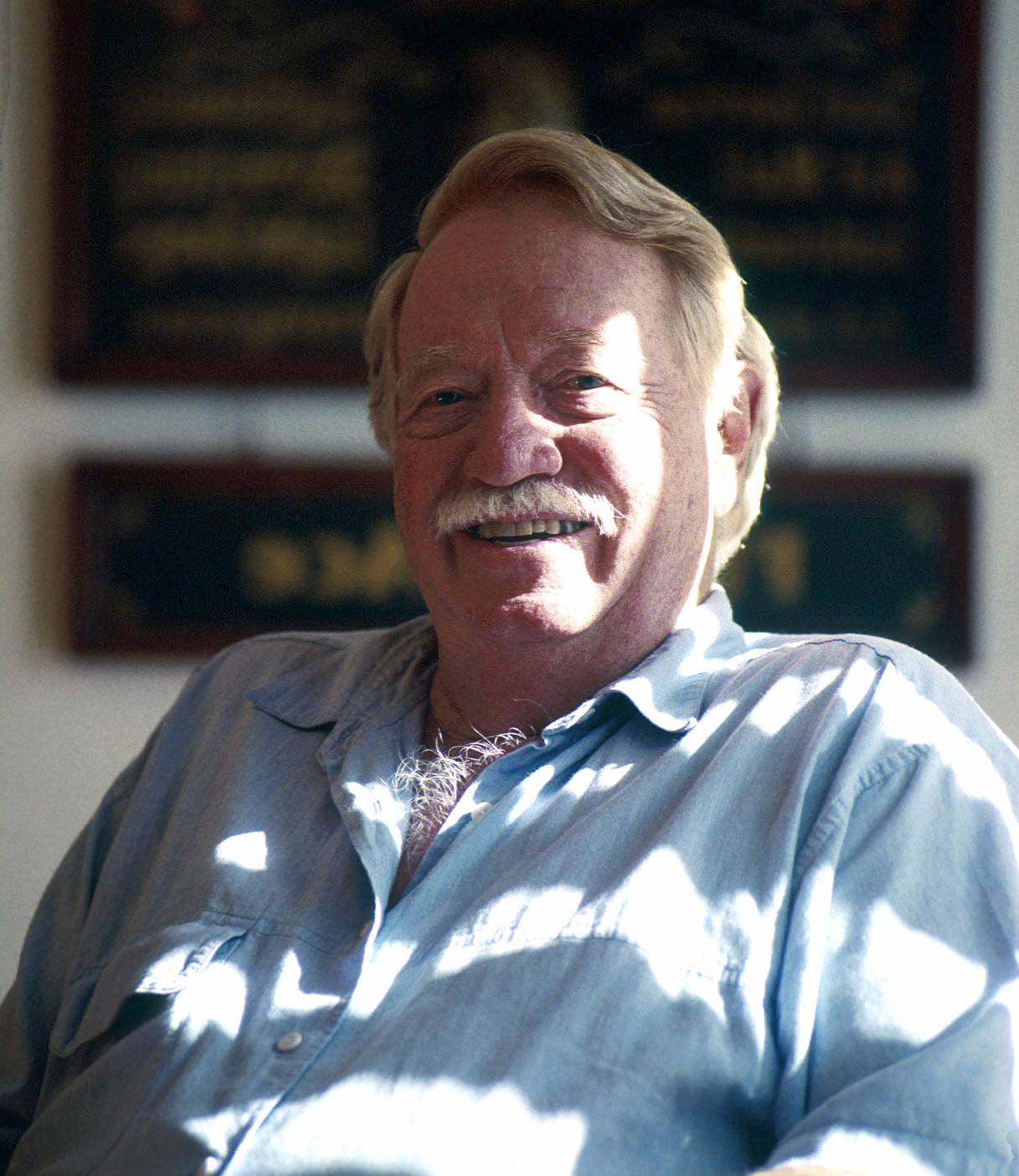
Joseph Kittinger

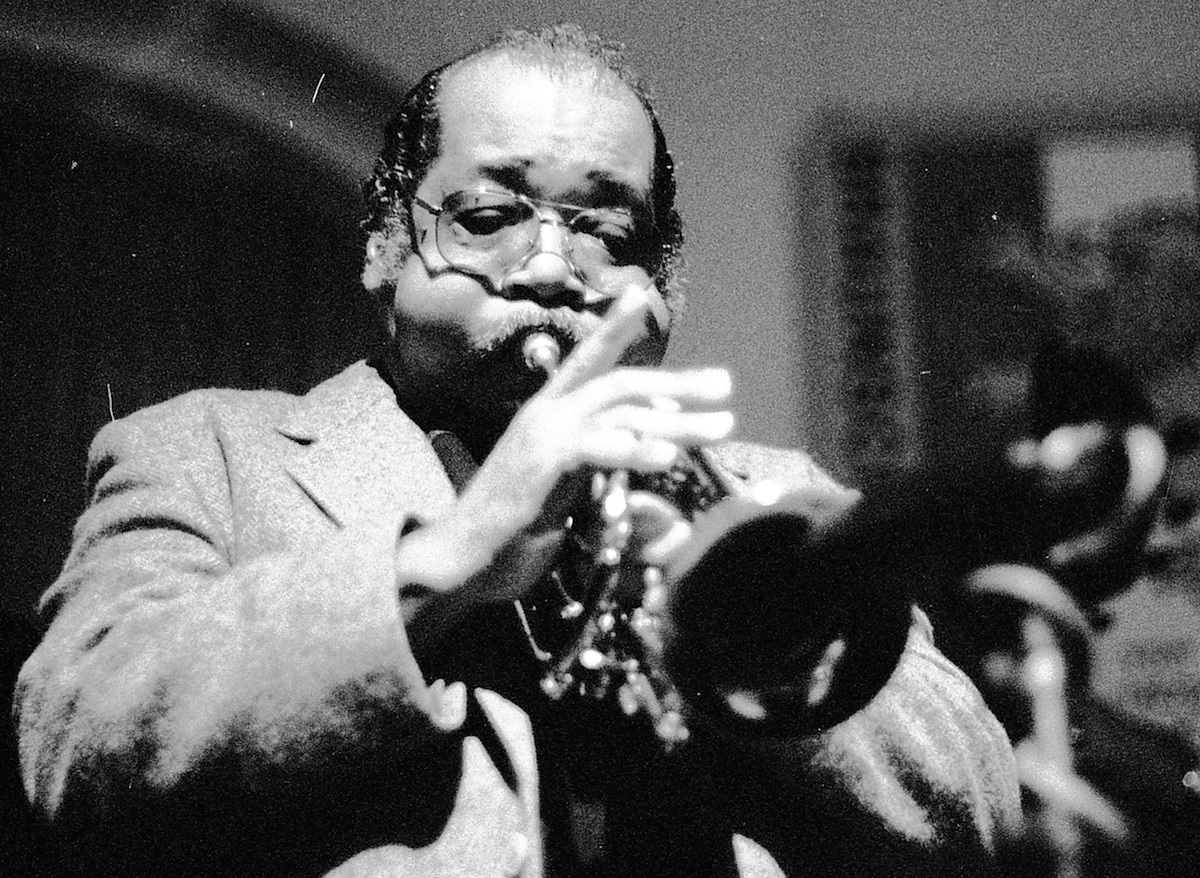
Nat Adderley

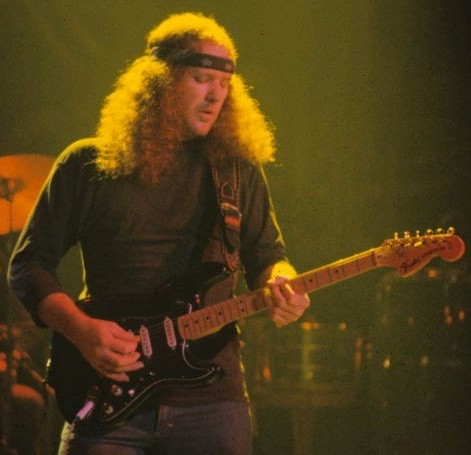
Hughie Thomasson

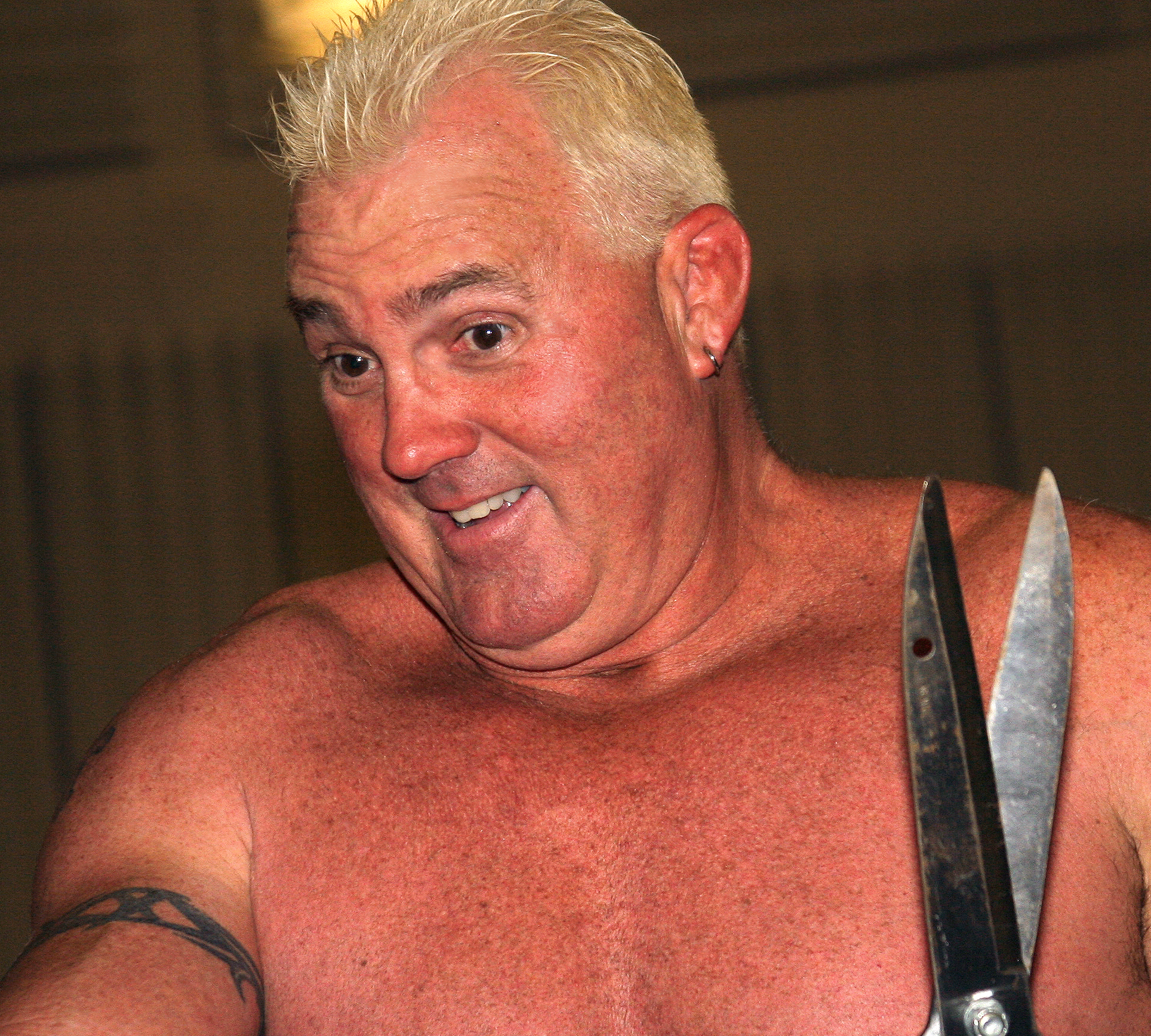
Edward Leslie

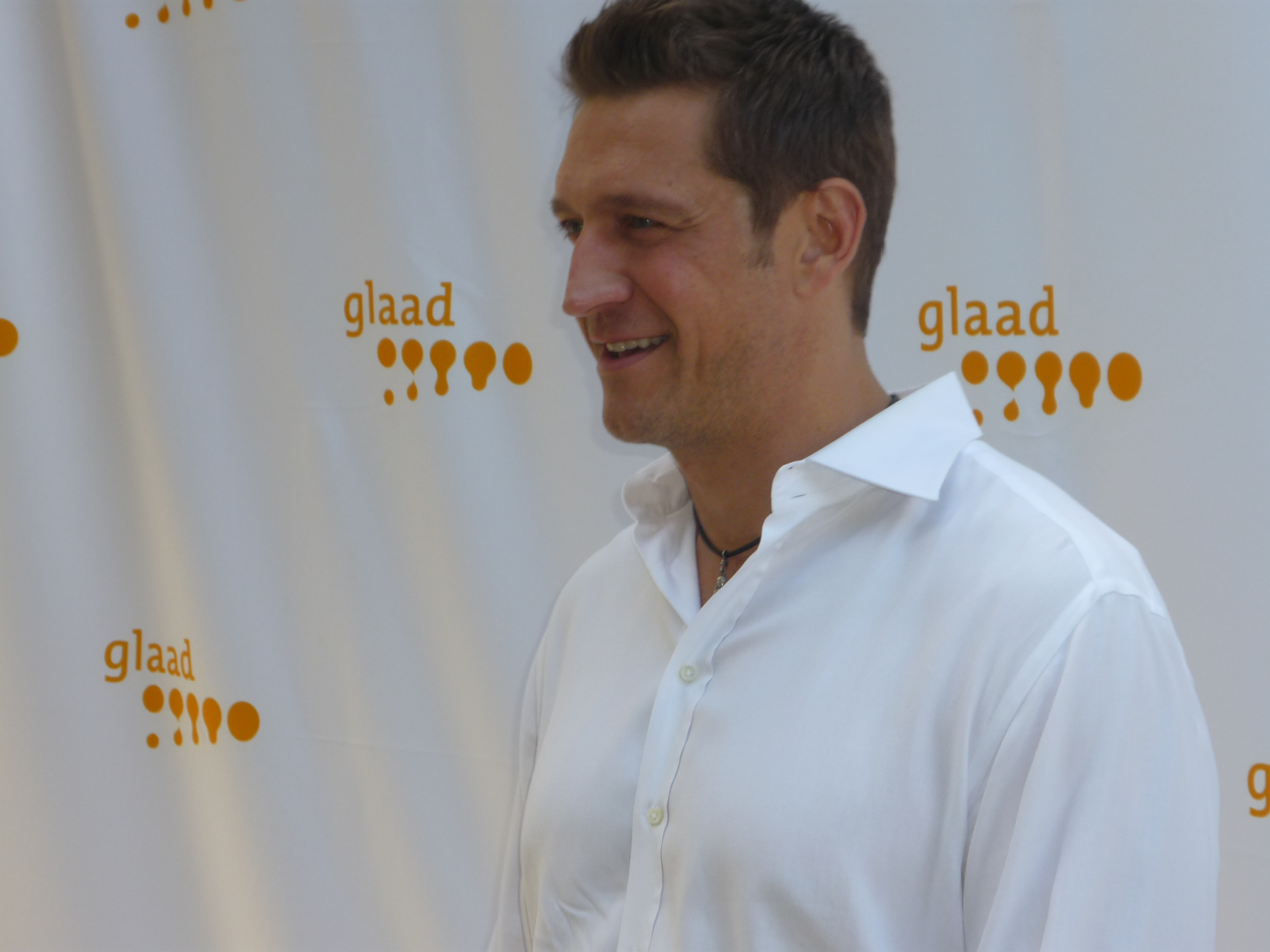
Robert Gant

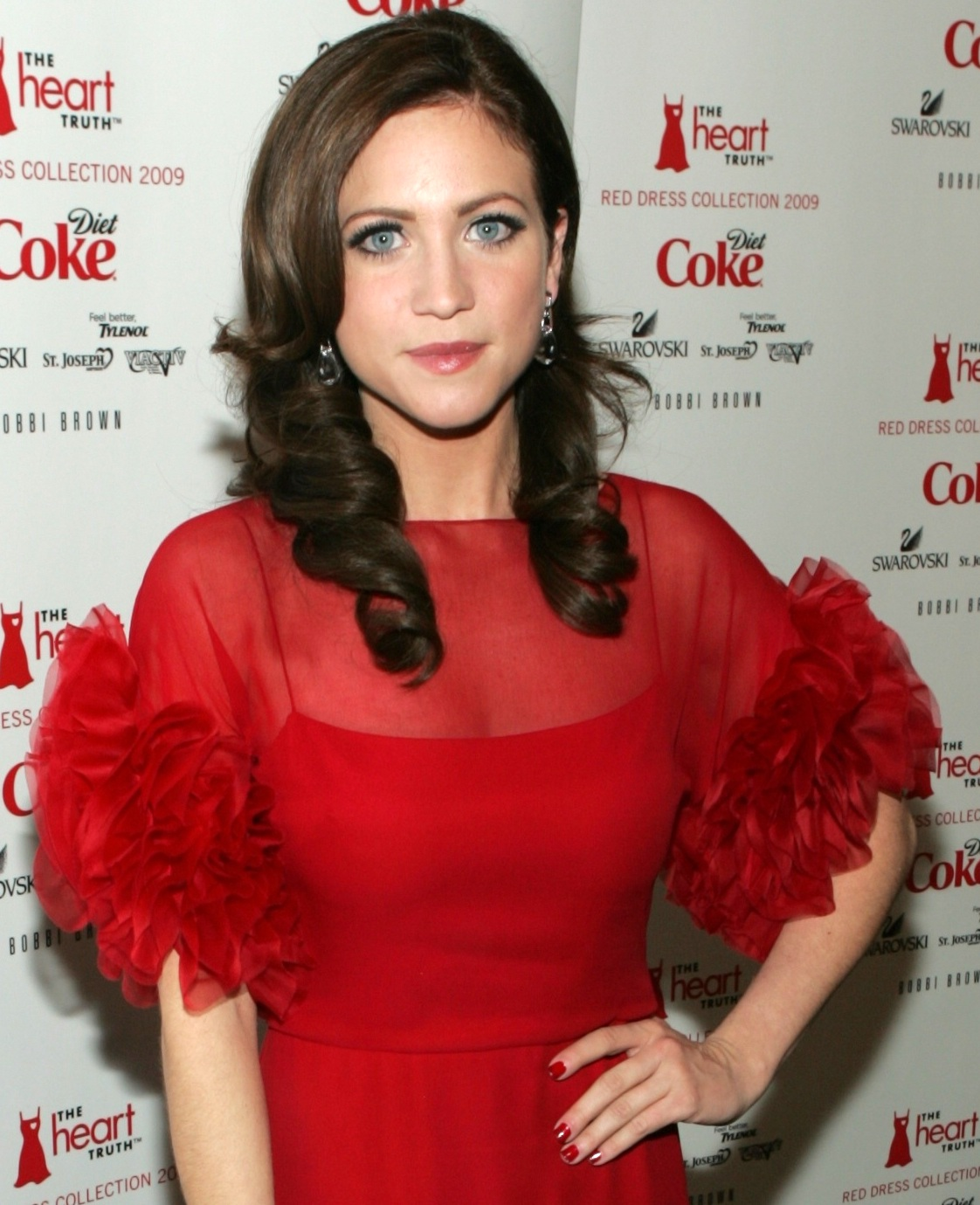
Brittany Snow

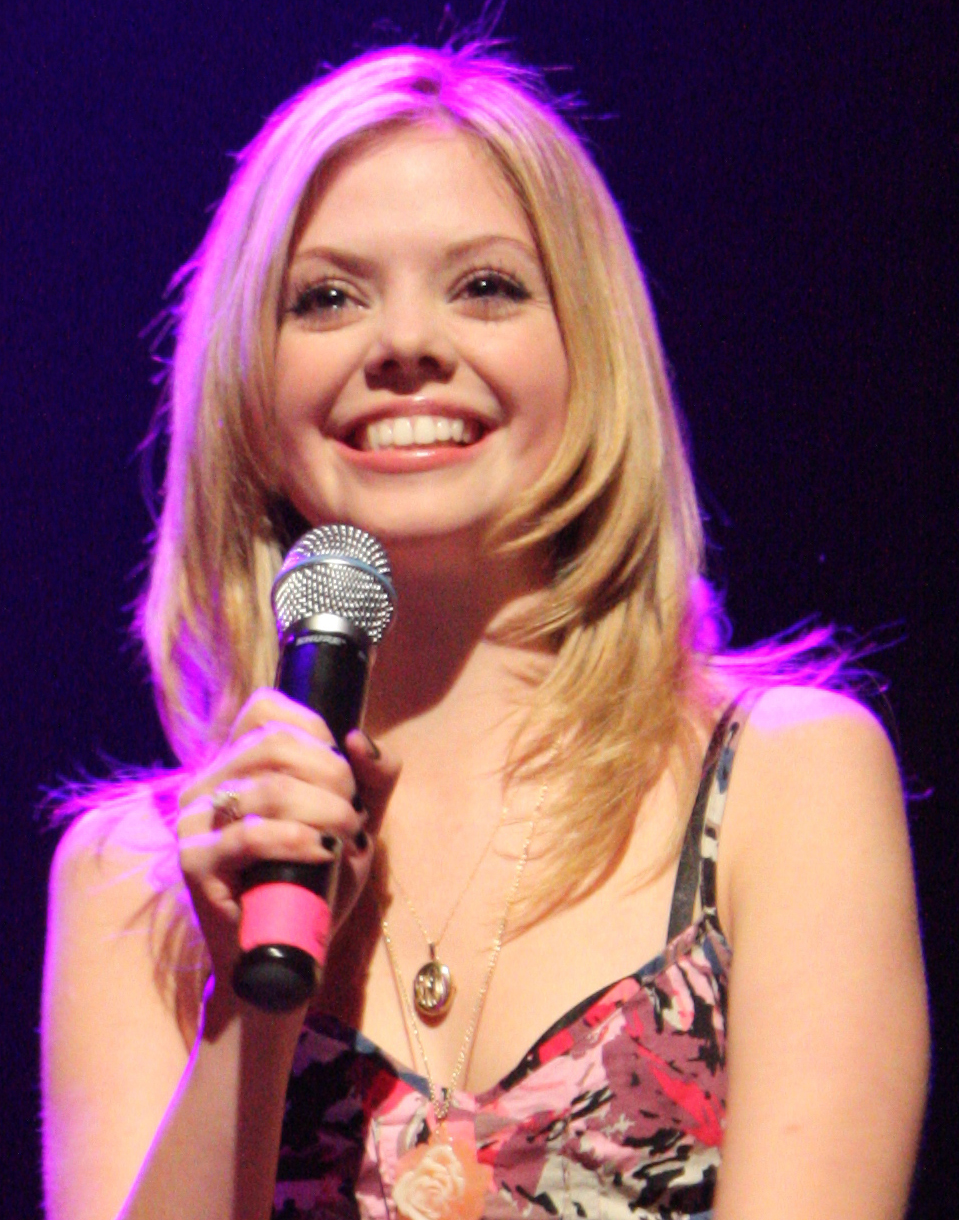
Dreama Walker

### Bis 1900
- John Mercer Brooke (1826–1906), Militär
- Evelyn Brent (1899–1975), Schauspielerin

### 1901 bis 1950
- Al Lopez (1908–2005), Baseballspieler und -manager
- Charles Rebozo (1912–1998), Bankier
- Lem Davis (1914–1970), Jazz-Altsaxophonist
- Joshua C. Dickinson, Jr. (1916–2009), Ornithologe und Museumsdirektor
- Sam Gibbons (1920–2012), Politiker
- Slim Whitman (1923–2013), Country-Sänger
- Cannonball Adderley (1928–1975), Jazz-Altsaxophonist
- Joseph Kittinger (1928–2022), Pilot
- Thomas Burnett Swann (1928–1976), Fantasy-Autor, Lyriker, Anglist und Literaturkritiker
- Hope Portocarrero (1929–1991), Ehefrau von Anastasio Somoza Debayle, einem Präsidenten Nicaraguas
- Nat Adderley (1931–2000), Jazz-Kornettist, Trompeter, Komponist und Bandleader
- Mel Tillis (1932–2017), Sänger und Songwriter
- Bob Martinez (* 1934), Politiker und Gouverneur
- Les Blank (1935–2013), Dokumentarfilmer
- Sharon Webb (1936–2010), Schriftstellerin
- Curt Lindner (* 1938), Mathematiker
- Doug Hammond (* 1942), Jazzmusiker
- Timothy D. Allman (1944–2024), Journalist und Sachbuchautor
- David Sanborn (1945–2024), Saxophonist
- Charles Mendez (* 1947), Autorennfahrer und Motorsportfunktionär
- O. James Reichman (* 1947), Mammaloge und Ökologe
- Bishop Bullwinkle (1948–2019), Pastor und Sänger
- Steve Garvey (* 1948), Baseballspieler und Politiker

### 1951 bis 1975
- Bob McLeod (* 1951), Comiczeichner
- Dick Slater (1951–2018), Wrestler
- Anthony J. Arduengo (* 1952), Chemiker
- Hughie Thomasson (1952–2007), Sänger und Gitarrist
- Martin Baron (* 1954), Journalist, Publizist, Chefredakteur des Washington Post
- James Neidhart (1955–2018), kanadisch-US-amerikanischer Wrestler und Schauspieler
- Fred Ottman (* 1956), Wrestler
- Jim Davis (* 1957), Politiker
- Edward Leslie (* 1957), Wrestler
- Dean Malenko (* 1960), Wrestler
- Mike DePalmer (1961–2021), Tennisspieler
- James Brady (* 1963), Regattasegler
- Dwight Gooden (* 1964), Baseballspieler
- Pam Bondi (* 1965), Juristin
- David Gail (1965–2024), Schauspieler
- Wanda Guyton (* 1965), Basketballspielerin und -trainerin
- Janet Echelman (* 1966), Künstlerin
- Ross Spano (* 1966), Politiker
- Beth Hirsch (* 1967), Schauspielerin, Songwriterin und Sängerin
- Robert Gant (* 1968), Schauspieler
- Jen Kiggans (* 1971), Politikerin
- Amber Smith (* 1971), Schauspielerin und Model
- Alesha Oreskovich (* 1972), Model
- Jerome James (* 1975), Basketballspieler

### 1976 bis 2000
- Michael Roof (1976–2009), Filmschauspieler
- Damu Cherry (* 1977), Hürdenläuferin
- Joanna García (* 1979), Schauspielerin
- Brooke Bennett (* 1980), Schwimmerin
- Rachel Specter (* 1980), Schauspielerin
- Dan Bilzerian (* 1980), Multi-Millionär und Lebemann
- Avy Scott (* 1981), Pornodarstellerin, -regisseurin und Schauspielerin
- Amy Seimetz (* 1981), Schauspieler, Regisseurin und Drehbuchautorin
- Gilbert Arenas (* 1982), Basketballspieler
- Lauren C. Mayhew (* 1985), Schauspielerin und Sängerin
- Leslie Carter (1986–2012), Pop-Sängerin
- Alex Mechanik (* 1986), Kurzfilmregisseur, -produzent und Drehbuchautor
- Shawn Pyfrom (* 1986), Schauspieler und Synchronsprecher
- Brittany Snow (* 1986), Film- und Fernsehschauspielerin
- Dreama Walker (* 1986), Schauspielerin
- Heather Bratton (1987–2006), Fotomodell
- Aaron Carter (1987–2022), Popsänger
- Clint Bowles (* 1988), Tennisspieler
- Jeremy Hall (* 1988), Fußballspieler
- Brooke Hogan (* 1988), Schauspielerin und Sängerin
- Terrell McClain (* 1988), American-Football-Spieler
- Morgan Pressel (* 1988), Profigolferin
- Matthew Stafford (* 1988), American-Football-Spieler
- Austin Krajicek (* 1990), Tennisspieler
- Carter Jenkins (* 1991), Filmschauspieler
- Joseph-Claude Gyau (* 1992), US-amerikanisch-ghanaischer Fußballspieler
- Byron Pringle (* 1993), American-Football-Spieler
- Keisha Grey (* 1994), Pornodarstellerin
- Dakota Skye (1994–2021), Pornodarstellerin
- Julian Green (* 1995), Fußballspieler
- Tamara Culibrk (* 1997), Tennisspielerin
- Kyle Tucker (* 1997), Baseballspieler
- Amber Montana (* 1998), Schauspielerin
- Robert Finke (* 1999), Schwimmer
- Jerome Ford (* 1999), American-Football-Spieler

### Ab 2001
- Mason Judge (* 2002), US-amerikanisch-englischer Fußballspieler
- Milly Shapiro (* 2002), Schauspielerin und Sängerin
- Santiago Castaneda (* 2004), Fußballspieler

## Bekannte Einwohner von Tampa

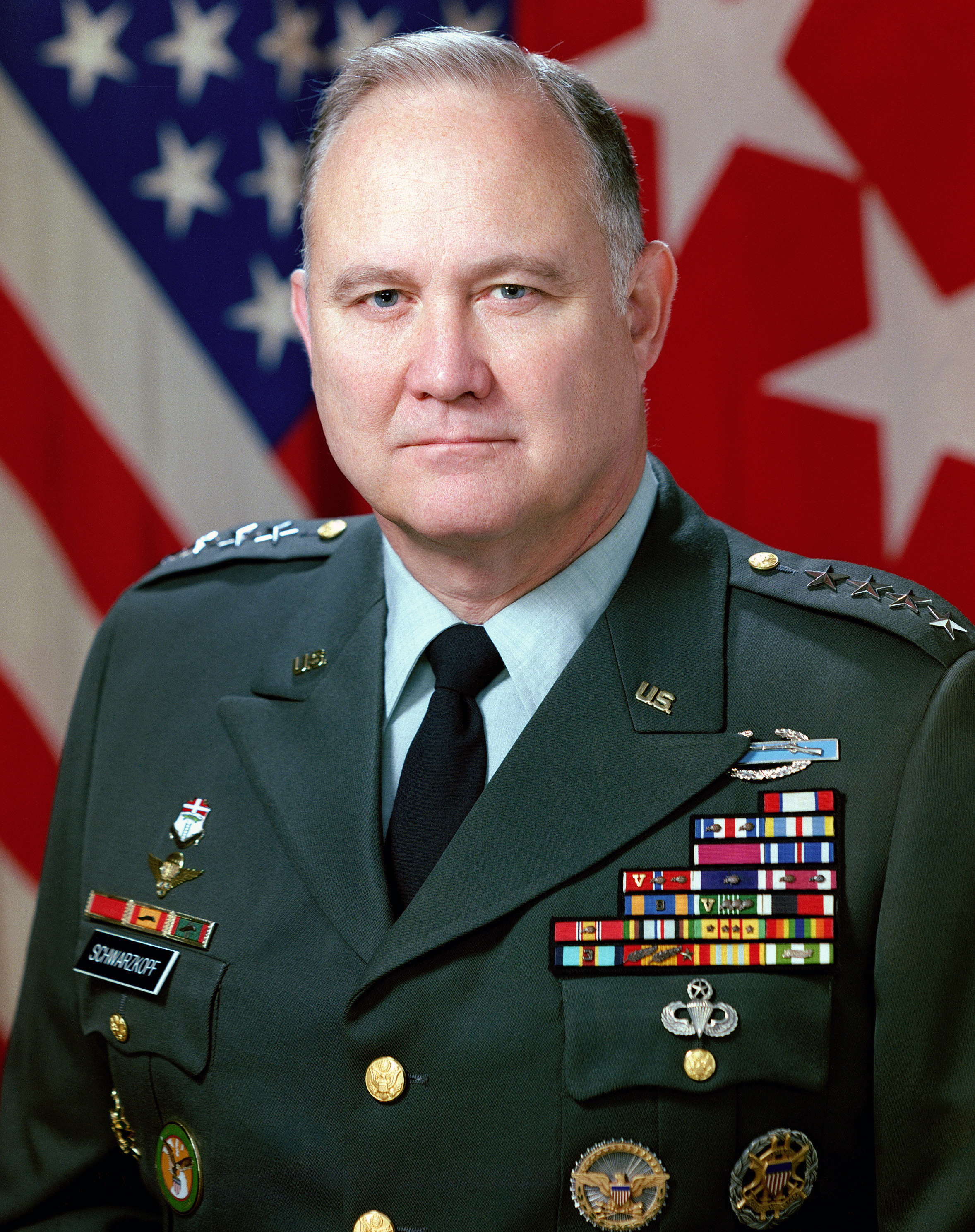
Norman Schwarzkopf junior

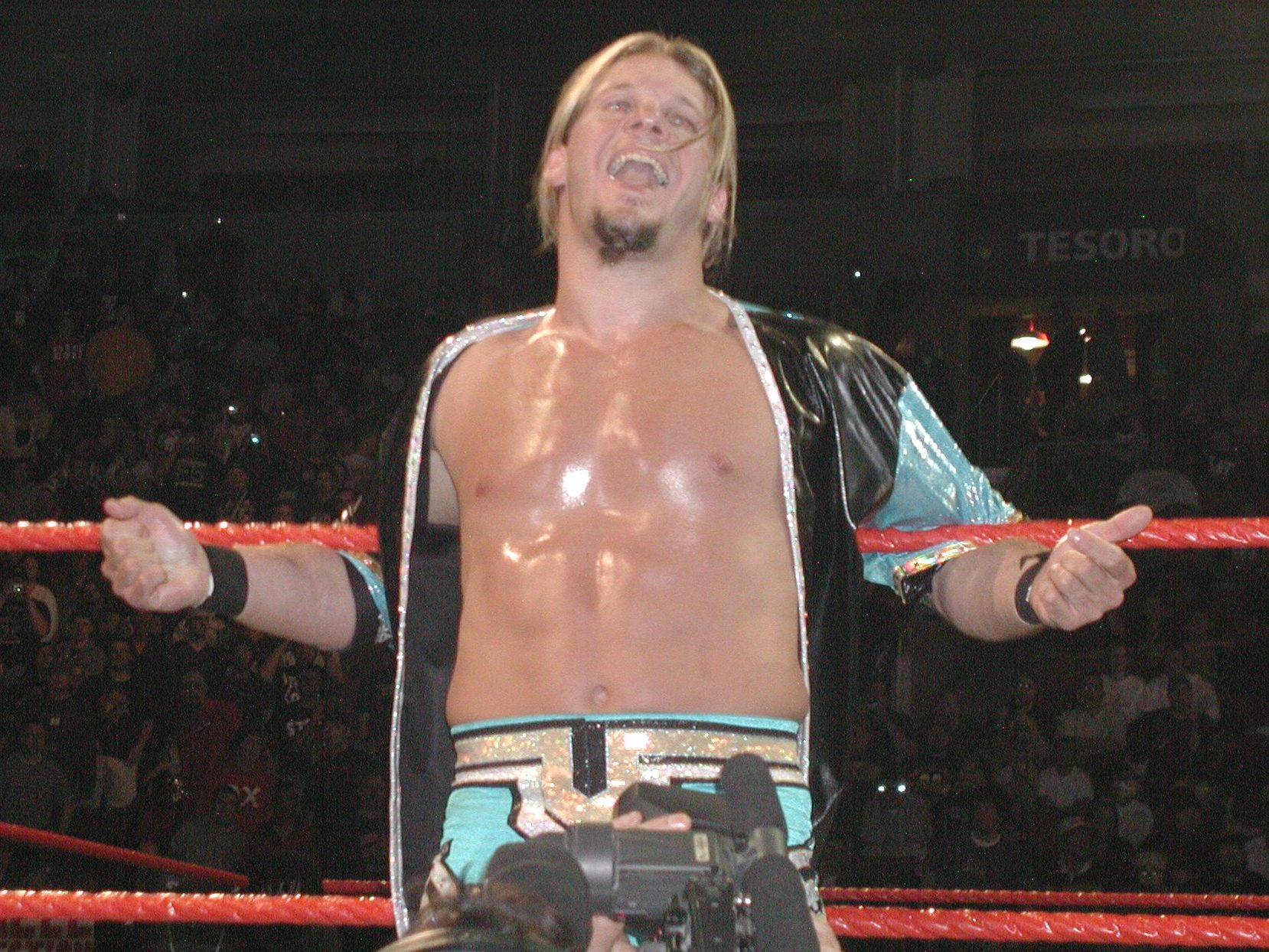
Chris Jericho

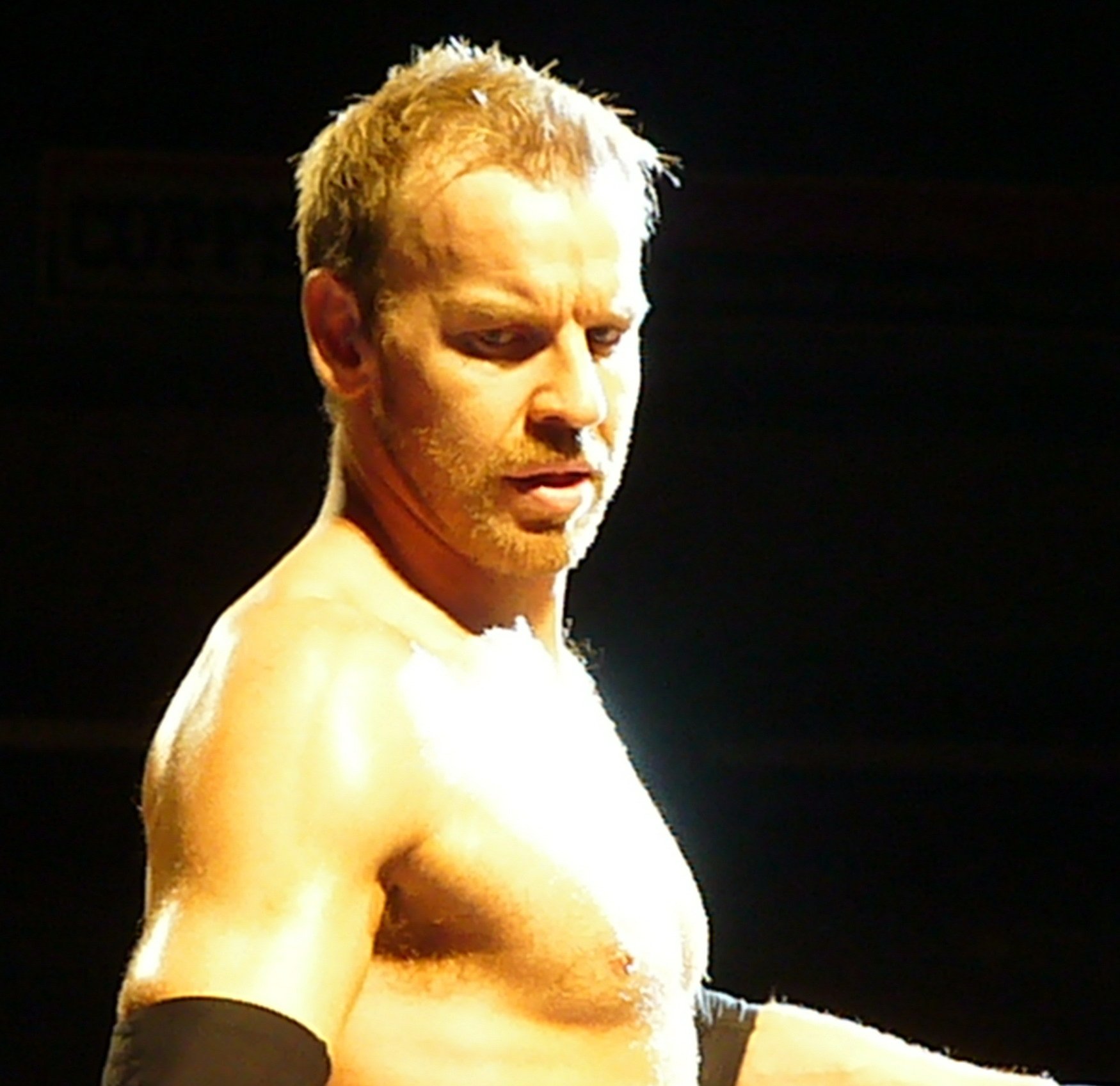
Christian

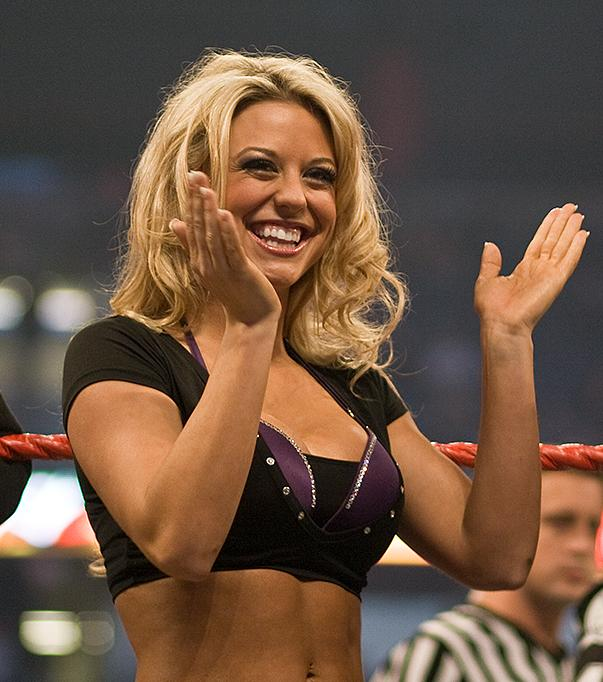
Taryn Terrell

- Ignacio Antinori (1885–1940), Mafiagangster
- Rondo Hatton (1894–1946), Filmschauspieler und Journalist
- Edward Flynn (1909–1976), Boxer
- Fred Lasswell (1916–2001), Comiczeichner
- Vytautas Antanas Dambrava (1920–2016), litauischer Diplomat und Jurist
- Charles Spielberger (1927–2013), Psychologe
- Charles Anthony (1929–2012), Opernsänger
- Paul Massie (1932–2011), kanadischer Schauspieler
- Norman Schwarzkopf junior (1934–2012), General der US Army
- Bobby Heenan (1944–2017), Pro-Wrestler, Manager und TV-Kommentator
- Brian Knobbs (* 1964), Wrestler
- Dave Batista (* 1969), Wrestler
- Chris Jericho (* 1970), kanadischer Wrestler, Schauspieler, Autor, Radiomoderator, Showmaster und Rockmusiker
- Sean Morley (* 1971), kanadischer Wrestler
- Big Show (* 1972), Wrestler und Schauspieler
- Christian (* 1973), kanadischer Wrestler
- Billy Kidman (* 1974), Wrestler
- Sarah Paulson (* 1974), Schauspielerin
- Andrew Martin (1975–2009), kanadischer Wrestler
- Torrie Wilson (* 1975), Wrestlerin und Fotomodell
- Gail Kim (* 1976), kanadische Wrestlerin, Valet, Model und Schauspielerin
- Beth Phoenix (* 1980), Wrestlerin
- Nick Carter (* 1980), Sänger, Songwriter, Schauspieler
- Sin Cara (* 1982), Wrestler
- Marrese Crump (* 1982), Kampfsportler und Schauspieler
- Ted DiBiase junior (* 1982), Wrestler
- Natalya (* 1982), kanadische Wrestlerin
- Živilė Raudonienė (* 1982), litauisches Fitnessmodel, Bodybuilderin und Wrestlerin
- Evan Bourne (* 1983), Wrestler
- Heath Slater (* 1983), Wrestler
- Roderick Strong (* 1983), Wrestler
- Aric Almirola (* 1984), Autorennfahrer
- Drew McIntyre (* 1985), schottischer Wrestler
- Taryn Terrell (* 1985), Wrestlerin, Schauspielerin und Model
- Alicia Fox (* 1986), Model und Wrestlerin
- Kelly Kelly (* 1987), Wrestlerin, Tänzerin und Model